# Altimetria satelitarna
Altimetria satelitarna – wyznaczenie odległości impulsowego nadajnika-odbiornika radarowego umieszczonego na orbicie (o wysokości ok. 700 do 1500 km) od rzeczywistej, chwilowej powierzchni morza. Do satelitarnych pomiarów altimetrycznych stosuje się radary pracujące w zakresie częstotliwości 14 GHz. Precyzję radarów altimetrycznych można obecnie szacować w przedziale +/- (0,1-0,03) m. Wynik pomiaru jest wartością uśrednioną do kręgu powierzchni morza o średnicy kilku do kilkunastu kilometrów.
Podstawowe równanie altimerii:
N = (r - R) - H - Δh
gdzie:
N - wysokość geoidy nad elipsoidą (undulacje dochodzą do 100 m),
r - promień wodzący satelity (wektor),
R - promień wodzący punktu na  elipsoidzie (wektor),
H - mierzona wysokość,
Δh - różnica wysokości powierzchni wody i geoidy (osiąga średnio wartości ok. 1 m. - można zaniedbać przy dokładności 1 m).
Pomiar altimertyczny pozwala na wyznaczenie wysokości satelity nad powierzchnią morza z dokładnością 0,01 m. Najpowszechniej znane są wyznaczenia geoidy z misji satelitów: Skylab dokładność mierzonych wysokości szacuje na ok. 3m., GEOS-3 ok. +/-0,5 m., SEASAT ok. +/-0,1 m, GEOSAT. 
Pomiar altimetryczny pozwala wyznaczyć kształt powierzchni wód oceanicznych. Kształt powierzchni wód odbiega od kształtu geoidy ze wzg. na występowanie: prądów morskich, falowania wód oceanicznych, wiatru, różnic ciśnień atmosferycznych, różnic zasolenia wód itd. Altimetria satelitarna ma znaczący udział w tworzeniu coraz dokładniejszych modeli potencjału grawitacyjnego Ziemi.

## Patrz też
- Altymetria